# Adrigole
Adrigole (en irlandais, Eadargóil, « entre deux criques ») est un village de la péninsule de Beara dans le comté de Cork, en Irlande. Le village est centré à la jonction des routes régionales R572 et R574.
La circonscription électorale dans laquelle se trouve le village a une population dispersée d'environ 450 habitants.
Adrigole s'étend sur environ 9 km le long de la rive nord-ouest de la baie de Bantry, sur la côte sud de la péninsule de Beara. Au-dessus se dresse Hungry Hill (687 m) où deux lacs rocheux alimentent une cascade. Hungry Hill est la plus haute colline de la chaîne de Caha qui forme l'épine dorsale de la péninsule et a donné son nom au roman de Daphné du Maurier sur les barons locaux de l'extraction du cuivre au XIXe siècle.
La montagne Adrigole et le col Healy (334 m) se trouvent à proximité.

## Services et économie locale
Les principales activités de la région sont la pêche, l'agriculture et le tourisme. Le village dispose d'un commerce connu localement sous le nom de "Peg's Shop" - qui offre également des services postaux limités.
Deux pubs et une église paroissiale catholique sont implantés localement. La zone est desservie par deux écoles nationales, l'une à la jonction de la route Healy Pass Road, la R574 et de la route principale Glengarriff - Castletownbere, la R572, l'autre se trouve plus au nord-est, à Trafrask.
L'aéroport le plus proche est celui de Cork.

## Histoire

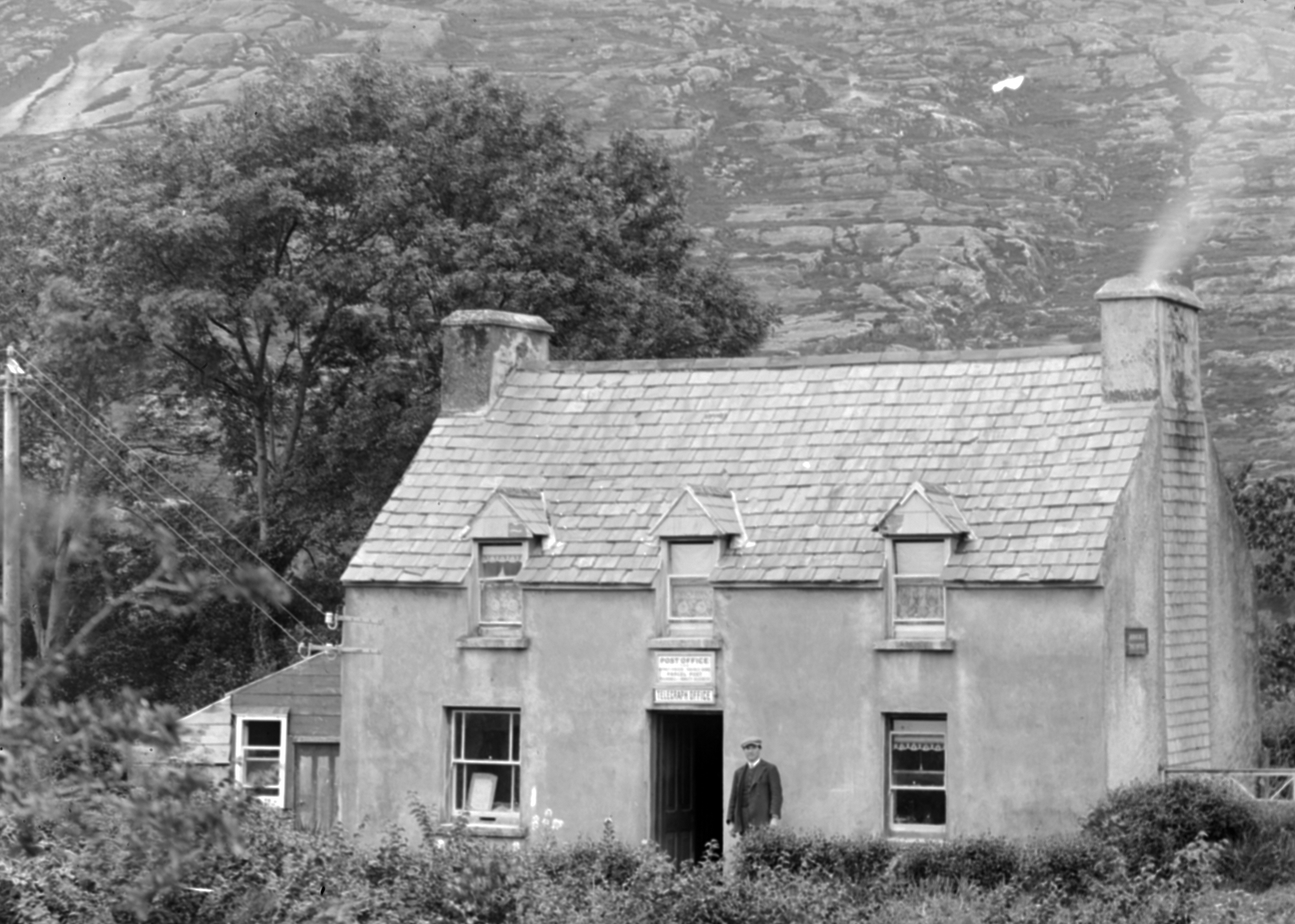
Le bureau du télégraphe, au début du XXe siècle.

Au cours de la dernière semaine de mars 1927, Daniel O'Sullivan, sa femme et deux de ses enfants sont retrouvés morts de faim dans leur maison à Clashduff, Adrigole. Peadar O'Donnell s'en est inspiré pour écrire sa pièce  Adrigoole , en situant les faits à Donegal.

## Sports
Le terrain GAA local dispose d'un terrain d'entraînement tout temps ainsi que du terrain principal et d'un club-house. L'équipe locale de GAA s'appelle Adrigole GAA Club. Elle a remporté le Cork Intermediate Football Championship en 1979. Adrigole a également remporté le Cork Junior Football Championship en novembre 2006 à Páirc Uí Rinn.
Le sportif local Brendan (Ger) O'Sullivan a représenté à la fois son comté dans le football gaélique et son pays dans le football international.